# Алдошин, Павел Петрович
Павел Петрович Алдошин (22.06.1920, Красноярский край — 14.10.1992, Красноярский край) — командир расчета 120-миллиметрового миномета 930-го стрелкового полка 256-й стрелковой дивизии 8-й армии Ленинградского фронта; 42-й армии 2-го Прибалтийского фронта, старший сержант.

## Биография
Родился 22 июня 1920 года в деревне Михалёвка Рыбинского района Красноярского края . Член ВКП/КПСС с 1943 года. В 1939 году окончил 2 курса педагогического техникума. Работал директором Налобинской начальной школы.
В Красной Армии с 1940 года. Участник Великой Отечественной войны с сентября 1942 года. Боевое крещение принял под Ленинградом. Сражался на Волховском, Ленинградском и 2-м Прибалтийском фронтах. Участвовал в прорыве блокады Ленинграда, в боях под Нарвой, под городом Лиепая, в форсировании Западной Двины.
Командир расчета 120-миллиметрового миномета 930-го стрелкового полка старший сержант Павел Алдошин 26 июля 1944 года в районе населенного пункта Райнсару западнее города Нарва при отражении контратаки врага с расчетом вывел из строя до взвода солдат противника и разбил два блиндажа. За мужество и отвагу, проявленные в боях, старший сержант Алдошин Павел Петрович 31 июля 1944 года награждён орденом Славы 3-й степени.
Командуя минометным расчетом того же полка, Павел Алдошин в боях 14 сентября 1944 года в районе озера Пашкены западнее города Мадона разрушил ДЗОТ и уничтожил до взвода солдат.
За мужество и отвагу, проявленные в боях, старший сержант Алдошин Павел Петрович 31 октября 1944 года награждён орденом Славы 2-й степени.
21-25 декабря 1944 года у населенного пункта Дузени в 20 километрах северо-западнее города Ауце, поддерживая при прорыве обороны противника атаку пехоты минометным огнём, Павел Алдошин с расчетом поразил десять огневых точек врага, дзот, более двадцати солдат и офицеров.
Указом Президиума Верховного Совета СССР от 29 июня 1945 года за образцовое выполнение заданий командования в боях с немецко-вражескими захватчиками старший сержант Алдошин Павел Петрович награждён орденом Славы 1-й степени, став полным кавалером ордена Славы.
После войны продолжал службу в Вооруженных Силах СССР. В 1945 году окончил курсы политсостава, а в 1954 году — окружные объединенные курсы усовершенствования офицерского состава. В 1960 году капитан П. П. Алдошин уволен в запас.
Жил в городе Красноярск. Работал инспектором учётного стола исполкома городского совета, а затем до выхода на пенсию преподавал военное дело в средней школе № 170. Большое внимание уделял патриотическому воспитанию молодежи.
Скончался 14 октября 1992 года. Похоронен на аллее почетных граждан кладбища города Зеленогорска Красноярского края.
Награждён орденом Отечественной войны 1-й степени, орденом Красной Звезды, орденами Славы 1-й, 2-й и 3-й степени, медалями.